# Caracollo
Caracollo är en ort i Bolivia.   Den ligger i departementet Oruro, i den centrala delen av landet, 260 km nordväst om huvudstaden Sucre. Caracollo ligger 3 790 meter över havet och antalet invånare är 23 115.
Terrängen runt Caracollo är huvudsakligen platt, men västerut är den kuperad. Det finns inga andra samhällen i närheten. 
Omgivningarna runt Caracollo är i huvudsak ett öppet busklandskap. Runt Caracollo är det ganska glesbefolkat, med 40 invånare per kvadratkilometer.